# Piazza Pio XII

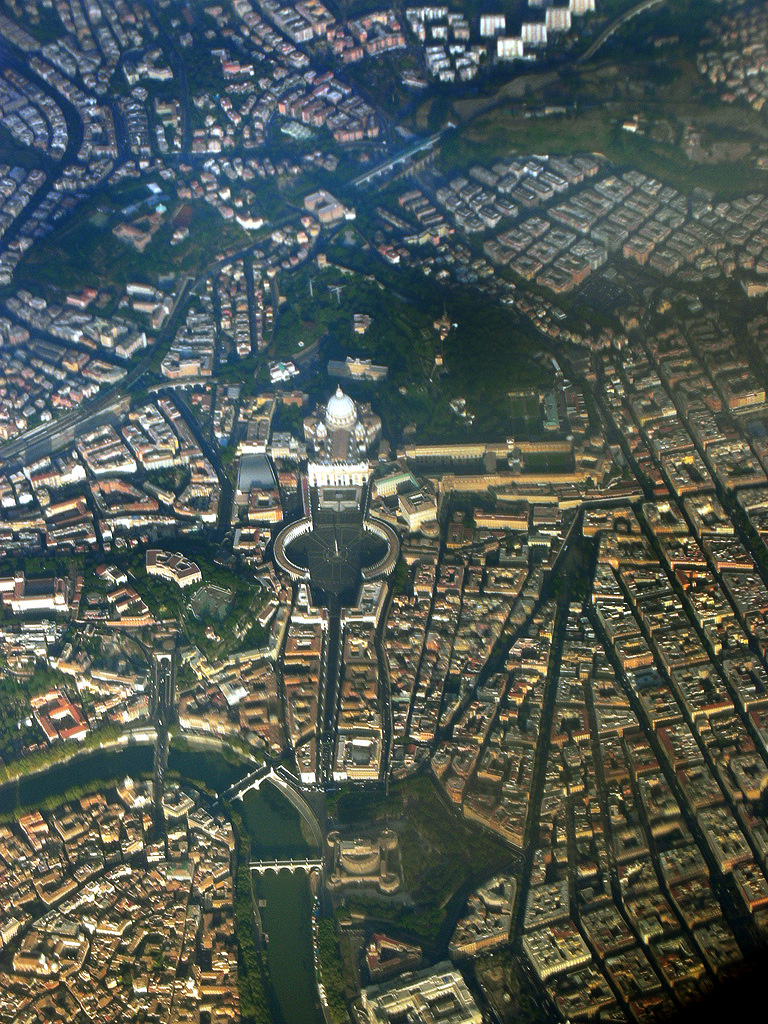
Luchtfoto met onder de Sint-Pietersbasiliek achtereenvolgens het ovaalvormige Sint-Pietersplein, het hoekige Piazza Pio XII en de Via della Conciliazione

De Piazza Pio XII of het Pius XII-plein is een plein in Rome, vernoemd naar paus Pius XII. Het plein is gelegen aan de belangrijkste route van de binnenstad van Rome naar Vaticaanstad.
Het plein grenst in het oosten aan de Via della Conciliazione, de belangrijkste toegangsweg tot Vaticaanstad. In het westen bevindt zich de grens tussen Italië en Vaticaanstad, met aan de andere zijde van de grens het Sint-Pietersplein. In het noorden geeft het plein toegang tot de Via dei Mascherino; in het zuiden komt de Via Paolo VI uit op het plein. 
Tijdens een conclaaf is de rook die uit de schoorsteen van de Sixtijnse Kapel komt ook vanaf dit plein te zien. Dit plein staat dan ook net als het aangrenzende Sint-Pietersplein tijdens een conclaaf vaak vol met mensen en vormt dan een alternatieve optie voor mensen die niet op het Sint-Pietersplein kunnen staan, maar toch willen kunnen zien of er al dan niet een nieuwe Paus is gekozen.
Campo de' Fiori · Forum Boarium · Largo di Torre Argentina · Piazza Augusto Imperatore · Piazza Colonna · Piazza del Campidoglio · Piazza del Popolo · Piazza della Minerva · Piazza della Repubblica · Piazza di Spagna · Piazza Farnese · Piazza Navona · Piazza Pio XII · Piazza San Pietro · Piazza Venezia